# Circoscrizione Lazio (Senato della Repubblica)
La circoscrizione Lazio è una circoscrizione elettorale italiana per l'elezione del Senato della Repubblica.

## Storia
La circoscrizione elettorale venne istituita, con altre 19, per le prime elezioni del Senato della Repubblica, tramite Legge del 6 febbraio 1948, n. 29 in ottemperanza alla Costituzione della Repubblica Italiana che prescrive, all'art. 57, che «il Senato della Repubblica è eletto a base regionale». Fu suddivisa in 16 collegi di lista, in base al D.P.R. del 6 febbraio 1948, n. 30.
In rispetto del suddetto articolo, la circoscrizione venne riconfermata in seguito in tutte le leggi elettorali inerenti al Senato della Repubblica.
La Legge 4 agosto 1993, n. 276 modificò il territorio suddividendolo in 21 collegi uninominali, in base al D.Lgs. del 20 dicembre 1993 n. 535. I suddetti collegi vennero aboliti dalla Legge del 21 dicembre 2005, n. 270.
L'attuale Legge 3 novembre 2017, n. 165, ha ricreato nel territorio della circoscrizione collegi uninominali e collegi plurinominali che devono essere determinati dal governo tramite decreto legislativo.

## Territorio
Il territorio della circoscrizione corrisponde, fin dalla sua istituzione, a quello della regione Lazio.

## Seggi
Per l'attribuzione dei seggi spettanti ad ogni regione, bisogna ottemperare anche in questo caso alla Costituzione della Repubblica Italiana la quale prescriveva, alla data di promulgazione del 1948, che «Nessuna Regione può avere un numero di senatori inferiore a sei. La Valle d’Aosta ha un solo senatore», modificata poi con la Legge costituzionale 9 febbraio 1963, n. 2 che recita «Nessuna Regione può avere un numero di senatori inferiori a sette; il Molise ne ha due, la Valle d’Aosta uno.»
Partendo da un minimo costituzionale di sei seggi per regione, divenuti poi sette, la ripartizione dei seggi spettanti alla circoscrizione viene effettuata in proporzione alla popolazione delle Regioni, quale risulta dall'ultimo censimento generale, sulla base dei quozienti interi e dei più alti resti.

## Dal 1948 al 1993
In base alla legge in vigore dal 1948, essenzialmente proporzionale, i partiti presentavano in ogni circoscrizione un candidato per ogni collegio. All'interno di ciascun collegio, veniva eletto senatore il candidato che avesse raggiunto il quorum del 65% delle preferenze. Qualora nessun candidato avesse conseguito l'elezione, i voti di tutti i candidati venivano raggruppati nelle liste di partito a livello regionale, dove i seggi venivano allocati utilizzando il metodo D'Hondt delle maggiori medie statistiche e quindi, all'interno di ciascuna lista, venivano dichiarati eletti senatori i candidati con le migliori percentuali di preferenza.

### Collegi elettorali
- Frosinone
- Sora-Cassino
- Latina
- Rieti
- Roma I
- Roma II
- Roma III
- Roma IV
- Roma V
- Roma VI
- Roma VII
- Roma VIII
- Velletri
- Tivoli
- Civitavecchia
- Viterbo

### I legislatura
Nessun candidato nei collegi uninominali raggiunse il quorum del 65% dei voti per essere eletto automaticamente; i seggi vennero pertanto assegnati proporzionalmente ai voti ricevuti.
| Partito                            | Partito                            | Risultati 18 aprile 1948 | Risultati 18 aprile 1948 | Risultati 18 aprile 1948 | Seggi | Seggi |
| Partito                            | Partito                            | Voti                     | %                        | ±                        | Num   | ±     |
| ---------------------------------- | ---------------------------------- | ------------------------ | ------------------------ | ------------------------ | ----- | ----- |
|                                    | Democrazia Cristiana               | 798 720                  | 52,90                    | n.d.                     | 10    | n.d.  |
|                                    | Fronte Democratico Popolare        | 406 966                  | 26,96                    | n.d.                     | 5     | n.d.  |
|                                    | Partito Repubblicano Italiano      | 120 650                  | 7,99                     | n.d.                     | 1     | n.d.  |
|                                    | Blocco Nazionale                   | 57 019                   | 3,78                     | n.d.                     | 0     | n.d.  |
|                                    | Movimento Sociale Italiano         | 46 485                   | 3,08                     | n.d.                     | 0     | n.d.  |
|                                    | Unità Socialista                   | 37 111                   | 2,46                     | n.d.                     | 0     | n.d.  |
|                                    | Partito Nazionale Monarchico       | 26 504                   | 1,76                     | n.d.                     | 0     | n.d.  |
|                                    | Indipendente                       | 16 292                   | 1,08                     | n.d.                     | 0     | n.d.  |
|                                    |                                    |                          |                          |                          |       |       |
| Iscritti                           | Iscritti                           | 1 758 245                | 100,00                   |                          |       |       |
| ↳ Votanti (% su iscritti)          | ↳ Votanti (% su iscritti)          | 1 573 941                | 89,52                    | n.d.                     |       |       |
| ↳ Voti validi (% su votanti)       | ↳ Voti validi (% su votanti)       | 1 509 747                | 95,92                    |                          |       |       |
| ↳ Schede non valide (% su votanti) | ↳ Schede non valide (% su votanti) | 64 194                   | 4,08                     |                          |       |       |
| ↳ Astenuti (% su iscritti)         | ↳ Astenuti (% su iscritti)         | 184 304                  | 10,48                    |                          |       |       |

| Eletti | Eletti                     |
| ------ | -------------------------- |
|        | Emilio Battista            |
|        | Luigi Borromeo             |
|        | Alberto Canaletti Gaudenti |
|        | Giovanni Carrara           |
|        | Angelo Cerica              |
|        | Carlo De Luca              |
|        | Alessandro Gerini          |
|        | Vincenzo Menghi            |
|        | Pier Carlo Restagno        |
|        | Quinto Tosatti             |
|        | Giuseppe Alberti           |
|        | Mario Berlinguer           |
|        | Domenico Grisolia          |
|        | Cesare Massini             |
|        | Giuseppe Proli             |
|        | Ugo Della Seta             |

### II legislatura
Nessun candidato nei collegi uninominali raggiunse il quorum del 65% dei voti per essere eletto automaticamente; i seggi vennero pertanto assegnati proporzionalmente ai voti ricevuti.
| Partito                            | Partito                                 | Risultati 7 giugno 1953 | Risultati 7 giugno 1953 | Risultati 7 giugno 1953 | Seggi | Seggi |
| Partito                            | Partito                                 | Voti                    | %                       | ±                       | Num   | ±     |
| ---------------------------------- | --------------------------------------- | ----------------------- | ----------------------- | ----------------------- | ----- | ----- |
|                                    | Democrazia Cristiana                    | 642 361                 | 37,67                   | 15,93                   | 8     | 2     |
|                                    | Partito Comunista Italiano              | 356 111                 | 20,88                   | n.d.                    | 4     | n.d.  |
|                                    | Movimento Sociale Italiano              | 197 544                 | 11,58                   | 8,50                    | 2     | 2     |
|                                    | Partito Nazionale Monarchico            | 145 790                 | 8,55                    | 6,79                    | 1     | 1     |
|                                    | Partito Socialista Italiano             | 142 018                 | 8,33                    | n.d.                    | 1     | n.d.  |
|                                    | Partito Socialista Democratico Italiano | 58 715                  | 3,44                    | n.d.                    | 0     | n.d.  |
|                                    | Partito Liberale Italiano               | 54 452                  | 3,19                    | n.d.                    | 0     | n.d.  |
|                                    | Partito Repubblicano Italiano           | 49 274                  | 2,89                    | n.d.                    | 0     | 1     |
|                                    | Altri Gruppi                            | 44 109                  | 2,59                    | n.d.                    | 0     | n.d.  |
|                                    | Alleanza Democratica Nazionale          | 7 966                   | 0,47                    | n.d.                    | 0     | n.d.  |
|                                    | Unità Popolare                          | 6 993                   | 0,41                    | n.d.                    | 0     | n.d.  |
|                                    |                                         |                         |                         |                         |       |       |
| Iscritti                           | Iscritti                                | 1 895 063               | 100,00                  |                         |       |       |
| ↳ Votanti (% su iscritti)          | ↳ Votanti (% su iscritti)               | 1 778 246               | 93,84                   | 4,34                    |       |       |
| ↳ Voti validi (% su votanti)       | ↳ Voti validi (% su votanti)            | 1 705 333               | 95,90                   |                         |       |       |
| ↳ Schede non valide (% su votanti) | ↳ Schede non valide (% su votanti)      | 72 913                  | 4,10                    |                         |       |       |
| ↳ Astenuti (% su iscritti)         | ↳ Astenuti (% su iscritti)              | 116 817                 | 6,16                    |                         |       |       |

| Eletti | Eletti              |
| ------ | ------------------- |
|        | Ugo Angelilli       |
|        | Emilio Battista     |
|        | Angelo Cerica       |
|        | Carlo De Luca       |
|        | Alessandro Gerini   |
|        | Vincenzo Menghi     |
|        | Zaccaria Negroni    |
|        | Pier Carlo Restagno |
|        | Ambrogio Donini     |
|        | Cesare Massini      |
|        | Enrico Minio        |
|        | Tomaso Smith        |
|        | Lando Ferretti      |
|        | Franz Turchi        |
|        | Leonetto Taddei     |
|        | Giuseppe Alberti    |

### III legislatura
Nessun candidato nei collegi uninominali raggiunse il quorum del 65% dei voti per essere eletto automaticamente; i seggi vennero pertanto assegnati proporzionalmente ai voti ricevuti.
| Partito                            | Partito                                 | Risultati 25 maggio 1958 | Risultati 25 maggio 1958 | Risultati 25 maggio 1958 | Seggi | Seggi   |
| Partito                            | Partito                                 | Voti                     | %                        | ±                        | Num   | ±       |
| ---------------------------------- | --------------------------------------- | ------------------------ | ------------------------ | ------------------------ | ----- | ------- |
|                                    | Democrazia Cristiana                    | 712 132                  | 36,85                    | 0,82                     | 8     | Stabile |
|                                    | Partito Comunista Italiano              | 433 515                  | 22,43                    | 1,55                     | 4     | Stabile |
|                                    | Partito Socialista Italiano             | 247 124                  | 12,79                    | 1,21                     | 2     | Stabile |
|                                    | Movimento Sociale Italiano              | 215 184                  | 11,13                    | 0,45                     | 2     | Stabile |
|                                    | Partito Monarchico Popolare             | 81 104                   | 4,20                     | n.d.                     | 1     | n.d.    |
|                                    | Partito Liberale Italiano               | 67 836                   | 3,51                     | 0,32                     | 0     | Stabile |
|                                    | Partito Nazionale Monarchico            | 55 365                   | 2,86                     | 5,69                     | 0     | 1       |
|                                    | Partito Socialista Democratico Italiano | 52 686                   | 2,73                     | 0,71                     | 0     | Stabile |
|                                    | PRI-Rad                                 | 51 132                   | 2,65                     | 0,24                     | 0     | [ 6 ]   |
|                                    | Comunità                                | 10 238                   | 0,53                     | n.d.                     | 0     | n.d.    |
|                                    | Tota Sabina Civitas                     | 6 449                    | 0,33                     | n.d.                     | 0     | n.d.    |
|                                    |                                         |                          |                          |                          |       |         |
| Iscritti                           | Iscritti                                | 2 135 900                | 100,00                   |                          |       |         |
| ↳ Votanti (% su iscritti)          | ↳ Votanti (% su iscritti)               | 2 020 740                | 94,61                    | 0,87                     |       |         |
| ↳ Voti validi (% su votanti)       | ↳ Voti validi (% su votanti)            | 1 932 765                | 95,65                    |                          |       |         |
| ↳ Schede non valide (% su votanti) | ↳ Schede non valide (% su votanti)      | 87 975                   | 4,35                     |                          |       |         |
| ↳ Astenuti (% su iscritti)         | ↳ Astenuti (% su iscritti)              | 115 160                  | 5,39                     |                          |       |         |

| Eletti | Eletti                        |
| ------ | ----------------------------- |
|        | Ugo Angelilli                 |
|        | Emilio Battista               |
|        | Antonio Bonadies              |
|        | Angelo Cerica                 |
|        | Carlo De Luca                 |
|        | Vincenzo Menghi               |
|        | Pietro Micara                 |
|        | Pier Carlo Restagno           |
|        | Ambrogio Donini               |
|        | Mario Mammucari               |
|        | Enrico Minio                  |
|        | Enrico Molè                   |
|        | Giuseppe Alberti              |
|        | Giorgio Fenoaltea             |
|        | Lando Ferretti                |
|        | Franz Turchi                  |
|        | Francesco Massimo Lancellotti |

### IV legislatura
Nessun candidato nei collegi uninominali raggiunse il quorum del 65% dei voti per essere eletto automaticamente; i seggi vennero pertanto assegnati proporzionalmente ai voti ricevuti.
| Partito                            | Partito                                          | Risultati 28 aprile 1963 | Risultati 28 aprile 1963 | Risultati 28 aprile 1963 | Seggi | Seggi   |
| Partito                            | Partito                                          | Voti                     | %                        | ±                        | Num   | ±       |
| ---------------------------------- | ------------------------------------------------ | ------------------------ | ------------------------ | ------------------------ | ----- | ------- |
|                                    | Democrazia Cristiana                             | 681 366                  | 31,51                    | 5,34                     | 8     | Stabile |
|                                    | Partito Comunista Italiano                       | 549 685                  | 25,42                    | 2,99                     | 7     | 3       |
|                                    | Partito Socialista Italiano                      | 267 616                  | 12,38                    | 0,41                     | 3     | 1       |
|                                    | Movimento Sociale Italiano                       | 240 036                  | 11,10                    | 0,03                     | 3     | 1       |
|                                    | Partito Liberale Italiano                        | 181 750                  | 8,40                     | 4,89                     | 2     | 2       |
|                                    | Partito Socialista Democratico Italiano          | 135 744                  | 6,28                     | 3,55                     | 1     | 1       |
|                                    | Partito Democratico Italiano di Unità Monarchica | 60 179                   | 2,78                     | n.d.                     | 0     | n.d.    |
|                                    | Partito Repubblicano Italiano                    | 46 131                   | 2,13                     | 0,52                     | 0     | [ 7 ]   |
|                                    |                                                  |                          |                          |                          |       |         |
| Iscritti                           | Iscritti                                         | 2 411 496                | 100,00                   |                          |       |         |
| ↳ Votanti (% su iscritti)          | ↳ Votanti (% su iscritti)                        | 2 263 058                | 93,84                    | 0,77                     |       |         |
| ↳ Voti validi (% su votanti)       | ↳ Voti validi (% su votanti)                     | 2 162 507                | 95,56                    |                          |       |         |
| ↳ Schede non valide (% su votanti) | ↳ Schede non valide (% su votanti)               | 100 551                  | 4,44                     |                          |       |         |
| ↳ Astenuti (% su iscritti)         | ↳ Astenuti (% su iscritti)                       | 148 438                  | 6,16                     |                          |       |         |

| Eletti | Eletti                   |  | Eletti            | Eletti |
| ------ | ------------------------ |  | ----------------- | ------ |
|        | Ugo Angelilli            |  | Mario Mammucari   |        |
|        | Emilio Battista          |  | Leto Morvidi      |        |
|        | Marzio Bernardinetti     |  | Edoardo Perna     |        |
|        | Francesco Maria Dominedò |  | Giuseppe Alberti  |        |
|        | Augusto Cesare Fanelli   |  | Giorgio Fenoaltea |        |
|        | Pietro Micara            |  | Angelo Tomassini  |        |
|        | Attilio Piccioni         |  | Lando Ferretti    |        |
|        | Pier Carlo Restagno      |  | Ezio Gray         |        |
|        | Paolo Bufalini           |  | Franz Turchi      |        |
|        | Angelo Compagnoni        |  | Umberto Bonaldi   |        |
|        | Luigi Alberto Gigliotti  |  | Ugo D'Andrea      |        |
|        | Carlo Levi               |  | Dante Schietroma  |        |

### V legislatura
Nessun candidato nei collegi uninominali raggiunse il quorum del 65% dei voti per essere eletto automaticamente; i seggi vennero pertanto assegnati proporzionalmente ai voti ricevuti.
| Partito                            | Partito                                          | Risultati 19 maggio 1968 | Risultati 19 maggio 1968 | Risultati 19 maggio 1968 | Seggi | Seggi   |
| Partito                            | Partito                                          | Voti                     | %                        | ±                        | Num   | ±       |
| ---------------------------------- | ------------------------------------------------ | ------------------------ | ------------------------ | ------------------------ | ----- | ------- |
|                                    | Democrazia Cristiana                             | 798 176                  | 33,43                    | 1,92                     | 9     | 1       |
|                                    | PCI-PSIUP                                        | 708 702                  | 29,68                    | 4,26                     | 8     | 1       |
|                                    | PSI-PSDI Unificati                               | 324 651                  | 13,60                    | 5,06                     | 3     | 1       |
|                                    | Movimento Sociale Italiano                       | 234 878                  | 9,84                     | 1,26                     | 2     | 1       |
|                                    | Partito Liberale Italiano                        | 189 662                  | 7,94                     | 0,46                     | 2     | Stabile |
|                                    | Partito Repubblicano Italiano                    | 70 327                   | 2,95                     | 0,82                     | 0     | Stabile |
|                                    | Partito Democratico Italiano di Unità Monarchica | 50 548                   | 2,12                     | 0,66                     | 0     | Stabile |
|                                    | Socialdemocrazia                                 | 10 987                   | 0,46                     | n.d.                     | 0     | n.d.    |
|                                    |                                                  |                          |                          |                          |       |         |
| Iscritti                           | Iscritti                                         | 2 677 457                | 100,00                   |                          |       |         |
| ↳ Votanti (% su iscritti)          | ↳ Votanti (% su iscritti)                        | 2 508 691                | 93,70                    | 0,14                     |       |         |
| ↳ Voti validi (% su votanti)       | ↳ Voti validi (% su votanti)                     | 2 387 931                | 95,19                    |                          |       |         |
| ↳ Schede non valide (% su votanti) | ↳ Schede non valide (% su votanti)               | 120 760                  | 4,81                     |                          |       |         |
| ↳ Astenuti (% su iscritti)         | ↳ Astenuti (% su iscritti)                       | 168 766                  | 6,30                     |                          |       |         |

| Eletti | Eletti                  |  | Eletti               | Eletti |
| ------ | ----------------------- |  | -------------------- | ------ |
|        | Emilio Battista         |  | Italo Maderchi       |        |
|        | Marzio Bernardinetti    |  | Mario Mammucari      |        |
|        | Antonio Bonadies        |  | Adriano Ossicini     |        |
|        | Umberto De Leoni        |  | Edoardo Perna        |        |
|        | Franca Falcucci         |  | Angelo Tomassini     |        |
|        | Emanuele Lisi           |  | Giorgio Fenoaltea    |        |
|        | Attilio Piccioni        |  | Giacinto Minnocci    |        |
|        | Ignazio Vincenzo Senese |  | Dante Schietroma     |        |
|        | Nicola Signorello       |  | Augusto De Marsanich |        |
|        | Maria Lisa Cinciari     |  | Franz Turchi         |        |
|        | Angelo Compagnoni       |  | Umberto Bonaldi      |        |
|        | Carlo Levi              |  | Ugo D'Andrea         |        |

### VI legislatura
Nessun candidato nei collegi uninominali raggiunse il quorum del 65% dei voti per essere eletto automaticamente; i seggi vennero pertanto assegnati proporzionalmente ai voti ricevuti.
| Partito                            | Partito                                 | Risultati 7 maggio 1972 | Risultati 7 maggio 1972 | Risultati 7 maggio 1972 | Seggi | Seggi |
| Partito                            | Partito                                 | Voti                    | %                       | ±                       | Num   | ±     |
| ---------------------------------- | --------------------------------------- | ----------------------- | ----------------------- | ----------------------- | ----- | ----- |
|                                    | Democrazia Cristiana                    | 875 053                 | 33,72                   | 0,29                    | 5     | 1     |
|                                    | PCI-PSIUP                               | 732 114                 | 28,21                   | 1,47                    | 7     | 1     |
|                                    | Movimento Sociale Italiano              | 403 742                 | 15,56                   | 5,72                    | 4     | 2     |
|                                    | Partito Socialista Italiano             | 222 338                 | 8,57                    | n.d.                    | 2     | n.d.  |
|                                    | Partito Socialista Democratico Italiano | 143 909                 | 5,54                    | n.d.                    | 1     | n.d.  |
|                                    | Partito Liberale Italiano               | 118 363                 | 4,56                    | 3,38                    | 1     | 1     |
|                                    | Partito Repubblicano Italiano           | 97 075                  | 3,74                    | 0,79                    | 1     | 1     |
|                                    | Azione Cristiana Popolare               | 2 713                   | 0,10                    | n.d.                    | 0     | n.d.  |
|                                    |                                         |                         |                         |                         |       |       |
| Iscritti                           | Iscritti                                | 2 864 933               | 100,00                  |                         |       |       |
| ↳ Votanti (% su iscritti)          | ↳ Votanti (% su iscritti)               | 2 698 099               | 94,18                   | 0,48                    |       |       |
| ↳ Voti validi (% su votanti)       | ↳ Voti validi (% su votanti)            | 2 595 307               | 96,19                   |                         |       |       |
| ↳ Schede non valide (% su votanti) | ↳ Schede non valide (% su votanti)      | 102 792                 | 3,81                    |                         |       |       |
| ↳ Astenuti (% su iscritti)         | ↳ Astenuti (% su iscritti)              | 166 834                 | 5,82                    |                         |       |       |

| Eletti | Eletti                  |  | Eletti             | Eletti |
| ------ | ----------------------- |  | ------------------ | ------ |
|        | Mario Costa             |  | Enzo Modica        |        |
|        | Onio Della Porta        |  | Adriano Ossicini   |        |
|        | Franca Falcucci         |  | Edoardo Perna      |        |
|        | Emanuele Lisi           |  | Giovanni Artieri   |        |
|        | Attilio Piccioni        |  | Giorgio Bacchi     |        |
|        | Francesco Rebecchini    |  | Michele Pazienza   |        |
|        | Ignazio Vincenzo Senese |  | Mario Tedeschi     |        |
|        | Nicola Signorello       |  | Giacinto Minnocci  |        |
|        | Paolo Bufalini          |  | Italo Viglianesi   |        |
|        | Italo Maderchi          |  | Dante Schietroma   |        |
|        | Roberto Maffioletti     |  | Umberto Bonaldi    |        |
|        | Olivio Mancini          |  | Claudio Venanzetti |        |

### VII legislatura
Nessun candidato nei collegi uninominali raggiunse il quorum del 65% dei voti per essere eletto automaticamente; i seggi vennero pertanto assegnati proporzionalmente ai voti ricevuti.
| Partito                            | Partito                                 | Risultati 20 giugno 1976 | Risultati 20 giugno 1976 | Risultati 20 giugno 1976 | Seggi | Seggi   |
| Partito                            | Partito                                 | Voti                     | %                        | ±                        | Num   | ±       |
| ---------------------------------- | --------------------------------------- | ------------------------ | ------------------------ | ------------------------ | ----- | ------- |
|                                    | Democrazia Cristiana                    | 1 007 153                | 36,30                    | 2,58                     | 10    | 5       |
|                                    | Partito Comunista Italiano              | 979 426                  | 35,30                    | 7,09                     | 10    | 3       |
|                                    | Movimento Sociale Italiano              | 287 715                  | 10,37                    | 5,19                     | 3     | 1       |
|                                    | Partito Socialista Italiano             | 220 340                  | 7,94                     | 0,63                     | 2     | Stabile |
|                                    | Partito Repubblicano Italiano           | 100 443                  | 3,62                     | 0,08                     | 1     | Stabile |
|                                    | Partito Socialista Democratico Italiano | 93 574                   | 3,37                     | 2,17                     | 1     | Stabile |
|                                    | Partito Liberale Italiano               | 45 647                   | 1,65                     | 2,91                     | 0     | 1       |
|                                    | Partito Radicale                        | 38 235                   | 1,38                     | n.d.                     | 0     | n.d.    |
|                                    | Nuovo Partito Popolare                  | 2 172                    | 0,08                     | n.d.                     | 0     | n.d.    |
|                                    |                                         |                          |                          |                          |       |         |
| Iscritti                           | Iscritti                                | 3 038 436                | 100,00                   |                          |       |         |
| ↳ Votanti (% su iscritti)          | ↳ Votanti (% su iscritti)               | 2 861 101                | 94,16                    | 0,02                     |       |         |
| ↳ Voti validi (% su votanti)       | ↳ Voti validi (% su votanti)            | 2 774 705                | 96,98                    |                          |       |         |
| ↳ Schede non valide (% su votanti) | ↳ Schede non valide (% su votanti)      | 86 396                   | 3,02                     |                          |       |         |
| ↳ Astenuti (% su iscritti)         | ↳ Astenuti (% su iscritti)              | 177 335                  | 5,84                     |                          |       |         |

| Eletti | Eletti                  |  | Eletti              | Eletti |
| ------ | ----------------------- |  | ------------------- | ------ |
|        | Umberto Agnelli         |  | Roberto Maffioletti |        |
|        | Vittorio Cervone        |  | Enzo Modica         |        |
|        | Mario Costa             |  | Adriano Ossicini    |        |
|        | Onio Della Porta        |  | Nino Pasti          |        |
|        | Franca Falcucci         |  | Edoardo Perna       |        |
|        | Francesco Rebecchini    |  | Sergio Pollastrelli |        |
|        | Ignazio Vincenzo Senese |  | Giovanni Artieri    |        |
|        | Nicola Signorello       |  | Michele Pazienza    |        |
|        | Gaetano Stammati        |  | Mario Tedeschi      |        |
|        | Benedetto Todini        |  | Giacinto Minnocci   |        |
|        | Carlo Bernardini        |  | Italo Viglianesi    |        |
|        | Paolo Bufalini          |  | Claudio Venanzetti  |        |
|        | Raniero La Valle        |  | Dante Schietroma    |        |
|        | Franco Luberti          |  |                     |        |

### VIII Legislatura
Nessun candidato nei collegi uninominali raggiunse il quorum del 65% dei voti per essere eletto automaticamente; i seggi vennero pertanto assegnati proporzionalmente ai voti ricevuti.
| Partito                            | Partito                                      | Risultati 3 giugno 1979 | Risultati 3 giugno 1979 | Risultati 3 giugno 1979 | Seggi | Seggi   |
| Partito                            | Partito                                      | Voti                    | %                       | ±                       | Num   | ±       |
| ---------------------------------- | -------------------------------------------- | ----------------------- | ----------------------- | ----------------------- | ----- | ------- |
|                                    | Democrazia Cristiana                         | 1 028 568               | 36,79                   | 0,49                    | 11    | 1       |
|                                    | Partito Comunista Italiano                   | 864 022                 | 30,90                   | 4,40                    | 9     | 1       |
|                                    | Movimento Sociale Italiano                   | 250 056                 | 8,94                    | 1,43                    | 2     | 1       |
|                                    | Partito Socialista Italiano                  | 245 380                 | 8,78                    | 0,94                    | 2     | Stabile |
|                                    | Partito Radicale                             | 124 305                 | 4,45                    | 3,07                    | 1     | 1       |
|                                    | Partito Socialista Democratico Italiano      | 104 739                 | 3,75                    | 0,38                    | 1     | Stabile |
|                                    | Partito Repubblicano Italiano                | 101 452                 | 3,63                    | 0,01                    | 1     | Stabile |
|                                    | Partito Liberale Italiano                    | 62 538                  | 2,24                    | 0,67                    | 0     | Stabile |
|                                    | Democrazia Nazionale - Costituente di Destra | 15 036                  | 0,54                    | n.d.                    | 0     | n.d.    |
|                                    |                                              |                         |                         |                         |       |         |
| Iscritti                           | Iscritti                                     | 3 177 881               | 100,00                  |                         |       |         |
| ↳ Votanti (% su iscritti)          | ↳ Votanti (% su iscritti)                    | 2 919 780               | 91,88                   | 2,28                    |       |         |
| ↳ Voti validi (% su votanti)       | ↳ Voti validi (% su votanti)                 | 2 796 096               | 95,76                   |                         |       |         |
| ↳ Schede non valide (% su votanti) | ↳ Schede non valide (% su votanti)           | 123 684                 | 4,24                    |                         |       |         |
| ↳ Astenuti (% su iscritti)         | ↳ Astenuti (% su iscritti)                   | 258 101                 | 8,12                    |                         |       |         |

| Eletti | Eletti                  |  | Eletti              | Eletti |
| ------ | ----------------------- |  | ------------------- | ------ |
|        | Giuseppe Borzi          |  | Enzo Modica         |        |
|        | Marino Carboni          |  | Adriano Ossicini    |        |
|        | Mario Costa             |  | Nino Pasti          |        |
|        | Giulio D'Agostini       |  | Edoardo Perna       |        |
|        | Onio Della Porta        |  | Sergio Pollastrelli |        |
|        | Franca Falcucci         |  | Carla Ravaioli      |        |
|        | Rosa Jervolino Russo    |  | Aimone Finestra     |        |
|        | Francesco Rebecchini    |  | Michele Marchio     |        |
|        | Ignazio Vincenzo Senese |  | Antonio Landolfi    |        |
|        | Nicola Signorello       |  | Francesco Spinelli  |        |
|        | Gaetano Stammati        |  | Sergio Stanzani     |        |
|        | Paolo Bufalini          |  | Dante Schietroma    |        |
|        | Maurizio Ferrara        |  | Claudio Venanzetti  |        |
|        | Roberto Maffioletti     |  |                     |        |

### IX legislatura
Nessun candidato nei collegi uninominali raggiunse il quorum del 65% dei voti per essere eletto automaticamente; i seggi vennero pertanto assegnati proporzionalmente ai voti ricevuti.
| Partito                            | Partito                                 | Risultati 26 giugno 1983 | Risultati 26 giugno 1983 | Risultati 26 giugno 1983 | Seggi | Seggi   |
| Partito                            | Partito                                 | Voti                     | %                        | ±                        | Num   | ±       |
| ---------------------------------- | --------------------------------------- | ------------------------ | ------------------------ | ------------------------ | ----- | ------- |
|                                    | Democrazia Cristiana                    | 848 857                  | 30,51                    | 6,28                     | 9     | 2       |
|                                    | Partito Comunista Italiano              | 843 680                  | 30,32                    | 0,58                     | 9     | Stabile |
|                                    | Movimento Sociale Italiano              | 299 852                  | 10,78                    | 1,84                     | 3     | 1       |
|                                    | Partito Socialista Italiano             | 274 687                  | 9,87                     | 1,09                     | 3     | 1       |
|                                    | Partito Repubblicano Italiano           | 130 777                  | 4,70                     | 1,07                     | 1     | Stabile |
|                                    | Partito Socialista Democratico Italiano | 126 001                  | 4,53                     | 0,78                     | 1     | Stabile |
|                                    | Partito Liberale Italiano               | 86 152                   | 3,10                     | 0,86                     | 1     | 1       |
|                                    | Partito Radicale                        | 75 754                   | 2,72                     | 1,73                     | 0     | 1       |
|                                    | Altri                                   | 96 830                   | 3,48                     | n.d.                     | 0     | n.d.    |
|                                    |                                         |                          |                          |                          |       |         |
| Iscritti                           | Iscritti                                | 3 331 461                | 100,00                   |                          |       |         |
| ↳ Votanti (% su iscritti)          | ↳ Votanti (% su iscritti)               | 2 974 839                | 89,30                    | 2,58                     |       |         |
| ↳ Voti validi (% su votanti)       | ↳ Voti validi (% su votanti)            | 2 782 590                | 93,54                    |                          |       |         |
| ↳ Schede non valide (% su votanti) | ↳ Schede non valide (% su votanti)      | 192 249                  | 6,46                     |                          |       |         |
| ↳ Astenuti (% su iscritti)         | ↳ Astenuti (% su iscritti)              | 356 622                  | 10,70                    |                          |       |         |

| Eletti | Eletti              |  | Eletti              | Eletti |
| ------ | ------------------- |  | ------------------- | ------ |
|        | Adriano Bompiani    |  | Adriano Ossicini    |        |
|        | Giulio D'Agostini   |  | Edoardo Perna       |        |
|        | Onio Della Porta    |  | Sergio Pollastrelli |        |
|        | Franco Evangelisti  |  | Giovanni Ranalli    |        |
|        | Manlio Ianni        |  | Aimone Finestra     |        |
|        | Roberto Ruffilli    |  | Michele Marchio     |        |
|        | Aldo Sandulli       |  | Pino Romualdi       |        |
|        | Pietro Scoppola     |  | Antonio Muratore    |        |
|        | Dino Viola          |  | Giuliano Vassalli   |        |
|        | Luigi Anderlini     |  | Bruno Vella         |        |
|        | Giulio Carlo Argan  |  | Claudio Venanzetti  |        |
|        | Paolo Bufalini      |  | Dante Schietroma    |        |
|        | Maurizio Ferrara    |  | Salvatore Valitutti |        |
|        | Roberto Maffioletti |  |                     |        |

### X legislatura
Nessun candidato nei collegi uninominali raggiunse il quorum del 65% dei voti per essere eletto automaticamente; i seggi vennero pertanto assegnati proporzionalmente ai voti ricevuti.
| Partito                            | Partito                                 | Risultati 14 giugno 1987 | Risultati 14 giugno 1987 | Risultati 14 giugno 1987 | Seggi | Seggi   |
| Partito                            | Partito                                 | Voti                     | %                        | ±                        | Num   | ±       |
| ---------------------------------- | --------------------------------------- | ------------------------ | ------------------------ | ------------------------ | ----- | ------- |
|                                    | Democrazia Cristiana                    | 986 017                  | 33,43                    | 2,92                     | 10    | 1       |
|                                    | Partito Comunista Italiano              | 815 586                  | 27,65                    | 2,67                     | 9     | Stabile |
|                                    | Partito Socialista Italiano             | 380 145                  | 12,89                    | 3,02                     | 4     | 1       |
|                                    | Movimento Sociale Italiano              | 271 477                  | 9,20                     | 1,58                     | 2     | 1       |
|                                    | Partito Repubblicano Italiano           | 104 491                  | 3,54                     | 1,16                     | 1     | Stabile |
|                                    | Partito Radicale                        | 92 304                   | 3,13                     | 0,41                     | 1     | 1       |
|                                    | Partito Socialista Democratico Italiano | 79 963                   | 2,71                     | 1,82                     | 0     | 0       |
|                                    | Lista Verde                             | 69 601                   | 2,36                     | n.d.                     | 0     | n.d.    |
|                                    | Partito Liberale Italiano               | 59 288                   | 2,01                     | 1,09                     | 0     | 1       |
|                                    | Democrazia Proletaria                   | 49 027                   | 1,66                     | n.d.                     | 0     | n.d.    |
|                                    | Liga Veneta                             | 24 002                   | 0,81                     | n.d.                     | 0     | n.d.    |
|                                    | Altri                                   | 17 338                   | 0,59                     | n.d.                     | 0     | n.d.    |
|                                    |                                         |                          |                          |                          |       |         |
| Iscritti                           | Iscritti                                | 3 491 045                | 100,00                   |                          |       |         |
| ↳ Votanti (% su iscritti)          | ↳ Votanti (% su iscritti)               | 3 100 675                | 88,82                    | 0,48                     |       |         |
| ↳ Voti validi (% su votanti)       | ↳ Voti validi (% su votanti)            | 2 949 239                | 95,12                    |                          |       |         |
| ↳ Schede non valide (% su votanti) | ↳ Schede non valide (% su votanti)      | 151 436                  | 4,88                     |                          |       |         |
| ↳ Astenuti (% su iscritti)         | ↳ Astenuti (% su iscritti)              | 390 370                  | 11,18                    |                          |       |         |

| Eletti | Eletti                    |  | Eletti                | Eletti |
| ------ | ------------------------- |  | --------------------- | ------ |
|        | Guido Bernardi            |  | Roberto Maffioletti   |        |
|        | Paolo Cabras              |  | Giovanni Ranalli      |        |
|        | Anna Gabriella Ceccatelli |  | Ugo Sposetti          |        |
|        | Leopoldo Elia             |  | Tullio Vecchietti     |        |
|        | Franco Evangelisti        |  | Ugo Vetere            |        |
|        | Manlio Ianni              |  | Maurizio Calvi        |        |
|        | Angelo Picano             |  | Roberto Meraviglia    |        |
|        | Roberto Ruffilli          |  | Antonio Muratore      |        |
|        | Paolo Sartori             |  | Bruno Vella           |        |
|        | Claudio Vitalone          |  | Romano Misserville    |        |
|        | Giulio Carlo Argan        |  | Ferdinando Signorelli |        |
|        | Paolo Bufalini            |  | Bruno Visentini       |        |
|        | Angelo Dionisi            |  | Gianfranco Spadaccia  |        |
|        | Maurizio Ferrara          |  |                       |        |

### XI legislatura
Nessun candidato nei collegi uninominali raggiunse il quorum del 65% dei voti per essere eletto automaticamente; i seggi vennero pertanto assegnati proporzionalmente ai voti ricevuti.
| Partito                            | Partito                                 | Risultati 5 aprile 1992 | Risultati 5 aprile 1992 | Risultati 5 aprile 1992 | Seggi | Seggi   |
| Partito                            | Partito                                 | Voti                    | %                       | ±                       | Num   | ±       |
| ---------------------------------- | --------------------------------------- | ----------------------- | ----------------------- | ----------------------- | ----- | ------- |
|                                    | Democrazia Cristiana                    | 866 400                 | 28,37                   | 5,06                    | 9     | 1       |
|                                    | Partito Democratico della Sinistra      | 609 470                 | 19,95                   | n.d.                    | 7     | n.d.    |
|                                    | Partito Socialista Italiano             | 384 975                 | 12,60                   | 0,29                    | 4     | Stabile |
|                                    | Movimento Sociale Italiano              | 328 177                 | 10,74                   | 1,54                    | 3     | Aumento |
|                                    | Rifondazione Comunista                  | 201 638                 | 6,60                    | n.d.                    | 2     | n.d.    |
|                                    | Partito Repubblicano Italiano           | 173 339                 | 5,67                    | 2,13                    | 1     | Stabile |
|                                    | Federazione dei Verdi                   | 115 054                 | 3,77                    | n.d.                    | 1     | n.d.    |
|                                    | Partito Liberale Italiano               | 82 913                  | 2,71                    | 0,70                    | 0     | Stabile |
|                                    | Partito Socialista Democratico Italiano | 81 297                  | 2,66                    | 0,05                    | 0     | Stabile |
|                                    | Lista Pannella                          | 68 134                  | 2,23                    | n.d.                    | 0     | n.d.    |
|                                    | Altri                                   | 143 058                 | 4,68                    | n.d.                    | 0     | n.d.    |
|                                    |                                         |                         |                         |                         |       |         |
| Iscritti                           | Iscritti                                | 3 721 682               | 100,00                  |                         |       |         |
| ↳ Votanti (% su iscritti)          | ↳ Votanti (% su iscritti)               | 3 264 620               | 87,72                   | 1,10                    |       |         |
| ↳ Voti validi (% su votanti)       | ↳ Voti validi (% su votanti)            | 3 054 455               | 93,56                   |                         |       |         |
| ↳ Schede non valide (% su votanti) | ↳ Schede non valide (% su votanti)      | 210 165                 | 6,44                    |                         |       |         |
| ↳ Astenuti (% su iscritti)         | ↳ Astenuti (% su iscritti)              | 457 062                 | 12,28                   |                         |       |         |

| Eletti | Eletti                     |  | Eletti                | Eletti |
| ------ | -------------------------- |  | --------------------- | ------ |
|        | Paolo Cabras               |  | Giglia Tedesco Tatò   |        |
|        | Aldo De Matteo             |  | Mario Tronti          |        |
|        | Manlio Ianni               |  | Maurizio Calvi        |        |
|        | Bruno Lazzaro              |  | Fabrizio Cicchitto    |        |
|        | Carlo Merolli              |  | Antonio Muratore      |        |
|        | Angelo Picano              |  | Massimo Struffi       |        |
|        | Delio Redi                 |  | Bruno Magliocchetti   |        |
|        | Carlo Tani                 |  | Romano Misserville    |        |
|        | Claudio Vitalone           |  | Ferdinando Signorelli |        |
|        | Alcibiade Boratto          |  | Angelo Dionisi        |        |
|        | Massimo Brutti             |  | Gennaro Lopez         |        |
|        | Franca D'Alessandro Prisco |  | Bruno Visentini       |        |
|        | Cesare Salvi               |  | Carla Rocchi          |        |
|        | Ugo Sposetti               |  |                       |        |

## Dal 1993 al 2005
Con la riforma elettorale maggioritaria del 1993, in prima istanza veniva eletto senatore il candidato che avesse riportato la maggioranza relativa dei suffragi in ciascun collegio Nessun candidato poteva presentarsi in più di un collegio I rimanenti seggi regionali erano invece assegnati assommando i voti di tutti i candidati uninominali perdenti che si fossero collegati in un gruppo regionale, utilizzando il metodo D'Hondt delle migliori medie: gli scranni così ottenuti da ciascun gruppo venivano assegnati, all'interno di essa, ai candidati perdenti che avessero ottenuto le migliori percentuali elettorali

### Collegi elettorali
1. Roma Centro
2. Roma - Trieste
3. Roma - Val Melaina
4. Roma - Collatino
5. Roma - Prenestino
6. Roma - Tuscolano
7. Roma - Ciampino
8. Roma - Ostiense
9. Roma - Fiumicino
10. Roma - Gianicolense
11. Roma - Primavalle
12. Viterbo
13. Civitavecchia
14. Rieti
15. Guidonia Montecelio
16. Frosinone
17. Cassino
18. Terracina
19. Latina
20. Velletri
21. Marino

### XII legislatura

#### Risultati elettorali
|                               | Polo del Buon Governo        | 1 286 319 | 41,32 | 17 |  |  |  |  |  |
|                               | Alleanza dei Progressisti    | 1 103 752 | 35,45 | 9  |  |  |  |  |  |
|                               | Patto per l'Italia           | 449 201   | 14,43 | 2  |  |  |  |  |  |
|                               | Lista Pannella - Riformatori | 147 305   | 4,73  | –  |  |  |  |  |  |
|                               | Verdi Federalisti            | 100 418   | 3,23  | –  |  |  |  |  |  |
|                               | Partito della Legge Naturale | 23 537    | 0,76  | –  |  |  |  |  |  |
|                               | Gruppo Progressista          | 2 593     | 0,08  | –  |  |  |  |  |  |
| Totale                        | Totale                       | 3 113 125 | 100   | 28 |  |  |  |  |  |
|                               |                              |           |       |    |  |  |  |  |  |
| Voti non validi               | Voti non validi              | 210 158   | 6,32  |    |  |  |  |  |  |
| Votanti                       | Votanti                      | 3 323 283 | 87,25 |    |  |  |  |  |  |
| Elettori                      | Elettori                     | 3 808 805 |       |    |  |  |  |  |  |
|                               |                              |           |       |    |  |  |  |  |  |
| Data: 27-28 marzo 1994        |                              |           |       |    |  |  |  |  |  |
| Fonte: Ministero dell'interno |                              |           |       |    |  |  |  |  |  |

#### Eletti
Eletti nel Polo del Buon Governo (FI - AN-MSI - CCD - UdC)
     Eletti nei Progressisti (PDS - PRC - FdV - PSI - Rete - AD - CS - RS)
     Eletti nel Patto per l'Italia (PPI - PS)
| Collegio                 | Eletto | Eletto                     | Partito | Quota |
| ------------------------ | ------ | -------------------------- | ------- | ----- |
| 1 - Roma Centro          |        | Giulio Maceratini          | AN-MSI  | Magg. |
| 2 - Roma - Trieste       |        | Domenico Fisichella        | AN-MSI  | Magg. |
| 3 - Roma - Val Melaina   |        | Cesare Previti             | FI      | Magg. |
| 4 - Roma - Collatino     |        | Cesare Salvi               | PDS     | Magg. |
| 5 - Roma - Prenestino    |        | Antonio Falomi             | PDS     | Magg. |
| 6 - Roma - Tuscolano     |        | Massimo Brutti             | PDS     | Magg. |
| 6 - Roma - Tuscolano     |        | Giuseppe Nisticò           | FI      | Prop. |
| 7 - Roma - Ciampino      |        | Cosimo Ventucci            | FI      | Magg. |
| 7 - Roma - Ciampino      |        | Franca D'Alessandro Prisco | PDS     | Prop. |
| 8 - Roma - Ostiense      |        | Massimo Palombi            | CCD     | Magg. |
| 9 - Roma - Fiumicino     |        | Lodovico Pace              | AN-MSI  | Magg. |
| 9 - Roma - Fiumicino     |        | Vittorio Parola            | PDS     | Prop. |
| 10 - Roma - Gianicolense |        | Carla Rocchi               | FdV     | Magg. |
| 11 - Roma - Primavalle   |        | Luigi Ramponi              | AN-MSI  | Magg. |
| 12 - Viterbo             |        | Ferdinando Signorelli      | AN-MSI  | Magg. |
| 13 - Civitavecchia       |        | Mafalda Molinari           | AN-MSI  | Magg. |
| 14 - Rieti               |        | Antonio Belloni            | CCD     | Magg. |
| 14 - Rieti               |        | Angelo Dionisi             | PRC     | Prop. |
| 15 - Guidonia Montecelio |        | Pier Giorgio Gallotti      | FI      | Magg. |
| 15 - Guidonia Montecelio |        | Maria Antonietta Sartori   | PDS     | Prop. |
| 16 - Frosinone           |        | Romano Misserville         | AN-MSI  | Magg. |
| 16 - Frosinone           |        | Lino Diana                 | PPI     | Prop. |
| 17 - Cassino             |        | Bruno Magliocchetti        | AN-MSI  | Magg. |
| 18 - Terracina           |        | Erasmo Magliozzi           | AN-MSI  | Magg. |
| 19 - Latina              |        | Riccardo Pedrizzi          | AN-MSI  | Magg. |
| 20 - Velletri            |        | Umberto Becchelli          | AN-MSI  | Magg. |
| 21 - Marino              |        | Antonino Cuffaro           | PRC     | Magg. |
| 21 - Marino              |        | Severino Lavagnini         | PPI     | Prop. |

### XIII legislatura

#### Risultati elettorali
|                               | L'Ulivo                                       | 1 460 605 | 46,88 | 16 |  |  |  |  |  |
|                               | Polo per le Libertà                           | 1 393 874 | 44,74 | 12 |  |  |  |  |  |
|                               | Fiamma Tricolore                              | 130 060   | 4,17  | –  |  |  |  |  |  |
|                               | Lista Pannella-Sgarbi                         | 78 939    | 2,53  | –  |  |  |  |  |  |
|                               | Partito Socialista                            | 42 350    | 1,36  | –  |  |  |  |  |  |
|                               | Movimento Popolare Moralizzazione             | 5 297     | 0,17  | –  |  |  |  |  |  |
|                               | Alternativa Democratica per i Castelli Romani | 4 524     | 0,15  | –  |  |  |  |  |  |
| Totale                        | Totale                                        | 3 115 649 | 100   | 28 |  |  |  |  |  |
|                               |                                               |           |       |    |  |  |  |  |  |
| Voti non validi               | Voti non validi                               | 190 279   | 5,76  |    |  |  |  |  |  |
| Votanti                       | Votanti                                       | 3 305 928 | 84,76 |    |  |  |  |  |  |
| Elettori                      | Elettori                                      | 3 900 203 |       |    |  |  |  |  |  |
|                               |                                               |           |       |    |  |  |  |  |  |
| Data: 21 aprile 1996          |                                               |           |       |    |  |  |  |  |  |
| Fonte: Ministero dell'interno |                                               |           |       |    |  |  |  |  |  |

#### Eletti
Eletti nell'Ulivo (PDS - PpP - RI - FdV - PSd'Az - FL - MCU - CS - SI - PS)
     Eletti nel Polo per le Libertà (FI - AN - CCD-CDU)
| Collegio                 | Eletto | Eletto                     | Partito   | Quota |
| ------------------------ | ------ | -------------------------- | --------- | ----- |
| 1 - Roma Centro          |        | Giulio Maceratini          | AN        | Magg. |
| 1 - Roma Centro          |        | Tana De Zulueta            | PDS       | Prop. |
| 2 - Roma - Trieste       |        | Domenico Fisichella        | AN        | Magg. |
| 2 - Roma - Trieste       |        | Gerardo Agostini           | PpP (PPI) | Prop. |
| 3 - Roma - Val Melaina   |        | Carla Mazzuca Poggiolini   | RI (PS)   | Magg. |
| 3 - Roma - Val Melaina   |        | Francesco D'Onofrio        | CCD       | Prop. |
| 4 - Roma - Collatino     |        | Cesare Salvi               | PDS       | Magg. |
| 5 - Roma - Prenestino    |        | Antonio Falomi             | PDS       | Magg. |
| 6 - Roma - Tuscolano     |        | Massimo Brutti             | PDS       | Magg. |
| 7 - Roma - Ciampino      |        | Franca D'Alessandro Prisco | PDS       | Magg. |
| 7 - Roma - Ciampino      |        | Cosimo Ventucci            | FI        | Prop. |
| 8 - Roma - Ostiense      |        | Athos De Luca              | FdV       | Magg. |
| 9 - Roma - Fiumicino     |        | Lodovico Pace              | AN        | Magg. |
| 9 - Roma - Fiumicino     |        | Vittorio Parola            | PDS       | Prop. |
| 10 - Roma - Gianicolense |        | Carla Rocchi               | FdV       | Magg. |
| 11 - Roma - Primavalle   |        | Giorgio Mele               | PDS       | Magg. |
| 12 - Viterbo             |        | Antonio Capaldi            | PDS       | Magg. |
| 12 - Viterbo             |        | Michele Bonatesta          | AN        | Prop. |
| 13 - Civitavecchia       |        | Giuseppe Valentino         | AN        | Magg. |
| 14 - Rieti               |        | Gavino Angius              | PDS       | Magg. |
| 15 - Guidonia Montecelio |        | Maria Antonietta Sartori   | PDS       | Magg. |
| 16 - Frosinone           |        | Lino Diana                 | PpP (PPI) | Magg. |
| 16 - Frosinone           |        | Romano Misserville         | AN        | Prop. |
| 17 - Cassino             |        | Bruno Magliocchetti        | AN        | Magg. |
| 18 - Terracina           |        | Franco Fausti              | CCD       | Magg. |
| 19 - Latina              |        | Riccardo Pedrizzi          | AN        | Magg. |
| 20 - Velletri            |        | Mario Palombo              | AN        | Magg. |
| 21 - Marino              |        | Severino Lavagnini         | PpP (PPI) | Magg. |

### XIV legislatura

#### Risultati elettorali
|                               | Casa delle Libertà                   | 1 406 880 | 44,56 | 17 |  |  |  |  |  |
|                               | L'Ulivo                              | 1 252 679 | 39,67 | 11 |  |  |  |  |  |
|                               | Partito della Rifondazione Comunista | 157 344   | 4,98  | –  |  |  |  |  |  |
|                               | Democrazia Europea                   | 99 169    | 3,14  | –  |  |  |  |  |  |
|                               | Italia dei Valori                    | 88 376    | 2,80  | –  |  |  |  |  |  |
|                               | Lista Pannella-Bonino                | 62 355    | 1,97  | –  |  |  |  |  |  |
|                               | Fiamma Tricolore                     | 41 136    | 1,30  | –  |  |  |  |  |  |
|                               | Fronte Nazionale                     | 40 978    | 1,30  | –  |  |  |  |  |  |
|                               | Forza Nuova                          | 8 493     | 0,27  | –  |  |  |  |  |  |
| Totale                        | Totale                               | 3 157 410 | 100   | 28 |  |  |  |  |  |
|                               |                                      |           |       |    |  |  |  |  |  |
| Voti non validi               | Voti non validi                      | 176 865   | 5,30  |    |  |  |  |  |  |
| Votanti                       | Votanti                              | 3 334 275 | 81,79 |    |  |  |  |  |  |
| Elettori                      | Elettori                             | 4 076 717 |       |    |  |  |  |  |  |
|                               |                                      |           |       |    |  |  |  |  |  |
| Data: 13 maggio 2001          |                                      |           |       |    |  |  |  |  |  |
| Fonte: Ministero dell'interno |                                      |           |       |    |  |  |  |  |  |

#### Eletti
Eletti nell'Ulivo (DS - DL - Girasole - PdCI - MRE - SVP - PSd'Az)
     Eletti nella Casa delle Libertà (FI - AN - LN - CCD - CDU - NPSI - PRI)
| Collegio                 | Eletto | Eletto                  | Partito        | Quota |
| ------------------------ | ------ | ----------------------- | -------------- | ----- |
| 1 - Roma Centro          |        | Cesare Cursi            | AN             | Magg. |
| 1 - Roma Centro          |        | Tana De Zulueta         | DS             | Prop. |
| 2 - Roma - Trieste       |        | Domenico Fisichella     | AN             | Magg. |
| 2 - Roma - Trieste       |        | Franco Righetti         | DL (UDEUR)     | Prop. |
| 3 - Roma - Val Melaina   |        | Francesco D'Onofrio     | CCD            | Magg. |
| 4 - Roma - Collatino     |        | Cesare Salvi            | DS             | Magg. |
| 5 - Roma - Prenestino    |        | Antonio Falomi          | DS             | Magg. |
| 6 - Roma - Tuscolano     |        | Massimo Brutti          | DS             | Magg. |
| 7 - Roma - Ciampino      |        | Cosimo Ventucci         | FI             | Magg. |
| 7 - Roma - Ciampino      |        | Esterino Montino        | DS             | Prop. |
| 8 - Roma - Ostiense      |        | Alessandro Battisti     | DL             | Magg. |
| 8 - Roma - Ostiense      |        | Gino Moncada Lo Giudice | CCD            | Prop. |
| 9 - Roma - Fiumicino     |        | Lodovico Pace           | AN             | Magg. |
| 10 - Roma - Gianicolense |        | Loredana De Petris      | Girasole (FdV) | Magg. |
| 11 - Roma - Primavalle   |        | Giuseppe Consolo        | AN             | Magg. |
| 11 - Roma - Primavalle   |        | Gerardo Labellarte      | Girasole (SDI) | Prop. |
| 12 - Viterbo             |        | Michele Bonatesta       | AN             | Magg. |
| 13 - Civitavecchia       |        | Learco Saporito         | AN             | Magg. |
| 14 - Rieti               |        | Angelo Maria Cicolani   | FI             | Magg. |
| 15 - Guidonia Montecelio |        | Paolo Barelli           | FI             | Magg. |
| 15 - Guidonia Montecelio |        | Mario Gasbarri          | DS             | Prop. |
| 16 - Frosinone           |        | Mauro Cutrufo           | CDU            | Magg. |
| 17 - Cassino             |        | Oreste Tofani           | AN             | Magg. |
| 18 - Terracina           |        | Michele Forte           | CCD            | Magg. |
| 19 - Latina              |        | Riccardo Pedrizzi       | AN             | Magg. |
| 20 - Velletri            |        | Mario Palombo           | AN             | Magg. |
| 21 - Marino              |        | Severino Lavagnini      | DL (PPI)       | Magg. |
| 21 - Marino              |        | Luigi Zanda             | DL (PPI)       | Magg. |
| 21 - Marino              |        | Domenico Kappler        | AN             | Prop. |

1. ↑  Deceduto l'11.03.2003.
2. ↑  Dal 24.06.2003 (eletto in seguito a elezioni suppletive).

## Dal 2005 al 2017
Con l'entrata in vigore della legge Calderoli, per l'elezione del Senato viene adottato un sistema elettorale proporzionale con liste bloccate, soglia di sbarramento e premio di maggioranza su base regionale. Alla ripartizione dei seggi, che avviene secondo il metodo Hare dei quozienti interi e dei più alti resti, concorrono le liste che nell'ambito della circoscrizione regionale abbiano ottenuto almeno l'8% dei voti validi, oppure almeno il 3% se esse sono parte di una coalizione che abbia ottenuto almeno il 20%. In ogni caso, alla coalizione o lista singola più votata è attribuito almeno il 55% dei seggi: se tale soglia non è raggiunta, viene assegnato un premio di maggioranza, in forma di seggi supplementari, che riduce quelli attribuiti alle altre forze politiche.

### XV legislatura

#### Risultati elettorali
|                               | Forza Italia                                      | 707 866   | 21,29 | 7  |  |  |  |  |  |
|                               | Alleanza Nazionale                                | 624 796   | 18,79 | 6  |  |  |  |  |  |
|                               | Unione dei Democratici Cristiani                  | 234 403   | 7,05  | 2  |  |  |  |  |  |
|                               | Fiamma Tricolore                                  | 30 988    | 0,93  | –  |  |  |  |  |  |
|                               | Alternativa Sociale                               | 29 988    | 0,90  | –  |  |  |  |  |  |
|                               | Democrazia Cristiana per le Autonomie – Nuovo PSI | 23 929    | 0,72  | –  |  |  |  |  |  |
|                               | Pensionati Uniti                                  | 10 049    | 0,30  | –  |  |  |  |  |  |
|                               | Lega Nord – MPA                                   | 8 711     | 0,26  | –  |  |  |  |  |  |
|                               | Totale coalizione                                 | 1 670 730 | 50,25 | 15 |  |  |  |  |  |
|                               | Democratici di Sinistra                           | 638 137   | 19,19 | 6  |  |  |  |  |  |
|                               | La Margherita                                     | 302 628   | 9,10  | 3  |  |  |  |  |  |
|                               | Partito della Rifondazione Comunista              | 294 275   | 8,85  | 2  |  |  |  |  |  |
|                               | Insieme con l'Unione                              | 139 443   | 4,19  | 1  |  |  |  |  |  |
|                               | Rosa nel Pugno                                    | 94 665    | 2,85  | –  |  |  |  |  |  |
|                               | Italia dei Valori                                 | 86 995    | 2,62  | –  |  |  |  |  |  |
|                               | Popolari UDEUR                                    | 38 080    | 1,15  | –  |  |  |  |  |  |
|                               | Partito Pensionati                                | 18 422    | 0,55  | –  |  |  |  |  |  |
|                               | I Socialisti                                      | 9 231     | 0,28  | –  |  |  |  |  |  |
|                               | Movimento Repubblicani Europei                    | 6 092     | 0,18  | –  |  |  |  |  |  |
|                               | Partito Socialista Democratico Italiano           | 5 016     | 0,15  | –  |  |  |  |  |  |
|                               | Totale coalizione                                 | 1 632 984 | 49,12 | 12 |  |  |  |  |  |
|                               | Forza Roma                                        | 13 338    | 0,40  | –  |  |  |  |  |  |
|                               | Partito Donne d'Europa                            | 4 212     | 0,13  | –  |  |  |  |  |  |
|                               | Terzo Polo                                        | 3 490     | 0,10  | –  |  |  |  |  |  |
| Totale                        | Totale                                            | 3 324 754 | 100   | 27 |  |  |  |  |  |
|                               |                                                   |           |       |    |  |  |  |  |  |
| Voti non validi               | Voti non validi                                   | 81 109    | 2,38  |    |  |  |  |  |  |
| Votanti                       | Votanti                                           | 3 405 863 | 84,54 |    |  |  |  |  |  |
| Elettori                      | Elettori                                          | 4 028 915 |       |    |  |  |  |  |  |
|                               |                                                   |           |       |    |  |  |  |  |  |
| Fonte: Ministero dell'interno |                                                   |           |       |    |  |  |  |  |  |

#### Eletti
| Forza Italia | Alleanza Nazionale                                                                                        | Unione dei Democratici Cristiani e di Centro |
| --- | --- | -------------------------------------------- |
| | |                                              |
| - → Giuseppe Pisanu - Cosimo Ventucci - Paolo Guzzanti - Angelo Maria Cicolani - Paolo Barelli - Claudio Fazzone - Giulio Marini - Maria Burani Procaccini | - Francesco Storace - Cesare Cursi - Oreste Tofani - Laura Allegrini - Andrea Augello - Domenico Gramazio | - Mario Baccini - Michele Forte              |
| Democratici di Sinistra | La Margherita                                                                                             | Partito della Rifondazione Comunista         |
| | |                                              |
| - Goffredo Bettini - Ignazio Marino - Esterino Montino - Silvana Pisa - Mario Gasbarri - Giorgio Mele                                                      | - → Franco Marini - → Willer Bordon - Giorgio Pasetto - Domenico Fisichella - Luigi Zanda                 | - Rina Gagliardi - Salvatore Bonadonna       |
| - Goffredo Bettini - Ignazio Marino - Esterino Montino - Silvana Pisa - Mario Gasbarri - Giorgio Mele                                                      | - → Franco Marini - → Willer Bordon - Giorgio Pasetto - Domenico Fisichella - Luigi Zanda                 | Insieme con l'Unione                         |
| - Goffredo Bettini - Ignazio Marino - Esterino Montino - Silvana Pisa - Mario Gasbarri - Giorgio Mele                                                      | - → Franco Marini - → Willer Bordon - Giorgio Pasetto - Domenico Fisichella - Luigi Zanda                 |                                              |
| - Goffredo Bettini - Ignazio Marino - Esterino Montino - Silvana Pisa - Mario Gasbarri - Giorgio Mele                                                      | - → Franco Marini - → Willer Bordon - Giorgio Pasetto - Domenico Fisichella - Luigi Zanda                 | - Loredana De Petris                         |

1. ↑  Opta per la circoscrizione Campania
2. ↑  Opta per la circoscrizione Abruzzo
3. ↑  Opta per la circoscrizione Friuli-Venezia Giulia

### XVI legislatura

#### Risultati elettorali
|                               | Il Popolo della Libertà              | 1 398 402 | 43,90 | 15 |  |  |  |  |  |
|                               | Movimento per l'Autonomia            | 8 867     | 0,28  | –  |  |  |  |  |  |
|                               | Totale coalizione                    | 1 407 269 | 44,18 | 15 |  |  |  |  |  |
|                               | Partito Democratico                  | 1 186 703 | 37,25 | 11 |  |  |  |  |  |
|                               | Italia dei Valori                    | 132 389   | 4,16  | 1  |  |  |  |  |  |
|                               | Totale coalizione                    | 1 319 092 | 41,41 | 12 |  |  |  |  |  |
|                               | Unione di Centro                     | 153 279   | 4,81  | –  |  |  |  |  |  |
|                               | La Sinistra l'Arcobaleno             | 104 715   | 3,29  | –  |  |  |  |  |  |
|                               | La Destra - Fiamma Tricolore         | 101 757   | 3,19  | –  |  |  |  |  |  |
|                               | Partito Socialista                   | 24 872    | 0,78  | –  |  |  |  |  |  |
|                               | Forza Nuova                          | 17 265    | 0,54  | –  |  |  |  |  |  |
|                               | Partito Comunista dei Lavoratori     | 15 441    | 0,48  | –  |  |  |  |  |  |
|                               | Sinistra Critica                     | 14 972    | 0,47  | –  |  |  |  |  |  |
|                               | Per il Bene Comune                   | 9 362     | 0,29  | –  |  |  |  |  |  |
|                               | Unione Democratica per i Consumatori | 8 963     | 0,28  | –  |  |  |  |  |  |
|                               | Partito Liberale Italiano            | 8 428     | 0,26  | –  |  |  |  |  |  |
| Totale                        | Totale                               | 3 185 415 | 100   | 27 |  |  |  |  |  |
|                               |                                      |           |       |    |  |  |  |  |  |
| Voti non validi               | Voti non validi                      | 110 479   | 3,35  |    |  |  |  |  |  |
| Votanti                       | Votanti                              | 3 295 894 | 81,09 |    |  |  |  |  |  |
| Elettori                      | Elettori                             | 4 064 457 |       |    |  |  |  |  |  |
|                               |                                      |           |       |    |  |  |  |  |  |
| Fonte: Ministero dell'interno |                                      |           |       |    |  |  |  |  |  |

#### Eletti
| Il Popolo della Libertà | Partito Democratico |
| --- | --- |
| | |
| - Marcello Pera - Maurizio Gasparri - Lamberto Dini - Cesare Cursi - Mauro Cutrufo - Andrea Augello - Claudio Fazzone - Oreste Tofani - Angelo Maria Cicolani - Laura Allegrini - Giuseppe Ciarrapico - Domenico Gramazio - Paolo Barelli - Candido De Angelis - Stefano De Lillo | - → Franco Marini - → Anna Finocchiaro - Mauro Del Vecchio - Luigi Zanda - Ignazio Marino - → Mariapia Garavaglia - Raffaele Ranucci - Riccardo Milana - Mario Gasbarri - Lucio D'Ubaldo - Lionello Cosentino - Vincenzo Maria Vita - Francesca Marinaro - Roberto Di Giovan Paolo |
| - Marcello Pera - Maurizio Gasparri - Lamberto Dini - Cesare Cursi - Mauro Cutrufo - Andrea Augello - Claudio Fazzone - Oreste Tofani - Angelo Maria Cicolani - Laura Allegrini - Giuseppe Ciarrapico - Domenico Gramazio - Paolo Barelli - Candido De Angelis - Stefano De Lillo | Italia dei Valori |
| - Marcello Pera - Maurizio Gasparri - Lamberto Dini - Cesare Cursi - Mauro Cutrufo - Andrea Augello - Claudio Fazzone - Oreste Tofani - Angelo Maria Cicolani - Laura Allegrini - Giuseppe Ciarrapico - Domenico Gramazio - Paolo Barelli - Candido De Angelis - Stefano De Lillo | |
| - Marcello Pera - Maurizio Gasparri - Lamberto Dini - Cesare Cursi - Mauro Cutrufo - Andrea Augello - Claudio Fazzone - Oreste Tofani - Angelo Maria Cicolani - Laura Allegrini - Giuseppe Ciarrapico - Domenico Gramazio - Paolo Barelli - Candido De Angelis - Stefano De Lillo | - Stefano Pedica |

### XVII legislatura

#### Risultati elettorali
|                               | Partito Democratico                 | 852 843   | 28,08 | 14 |  |  |  |  |  |
|                               | Sinistra Ecologia Libertà           | 106 371   | 3,50  | 2  |  |  |  |  |  |
|                               | Partito Socialista Italiano         | 12 675    | 0,42  | –  |  |  |  |  |  |
|                               | Centro Democratico                  | 9 823     | 0,32  | –  |  |  |  |  |  |
|                               | Totale coalizione                   | 981 712   | 32,32 | 16 |  |  |  |  |  |
|                               | Il Popolo della Libertà             | 708 746   | 23,33 | 6  |  |  |  |  |  |
|                               | Fratelli d'Italia                   | 83 079    | 2,73  | –  |  |  |  |  |  |
|                               | La Destra                           | 73 307    | 2,41  | –  |  |  |  |  |  |
|                               | Moderati in Rivoluzione             | 4 671     | 0,15  | –  |  |  |  |  |  |
|                               | Lega Nord                           | 4 669     | 0,15  | –  |  |  |  |  |  |
|                               | Intesa Popolare                     | 2 664     | 0,09  | –  |  |  |  |  |  |
|                               | Totale coalizione                   | 877 136   | 28,88 | 6  |  |  |  |  |  |
|                               | Movimento 5 Stelle                  | 785 929   | 25,87 | 6  |  |  |  |  |  |
|                               | Con Monti per l'Italia              | 229 145   | 7,54  | –  |  |  |  |  |  |
|                               | Rivoluzione Civile                  | 63 294    | 2,08  | –  |  |  |  |  |  |
|                               | Dimezziamo lo Stipendio ai Politici | 7 965     | 0,26  | –  |  |  |  |  |  |
|                               | No alla Chiusura degli Ospedali     | 7 553     | 0,25  | –  |  |  |  |  |  |
|                               | Viva l'Italia                       | 4 767     | 0,16  | –  |  |  |  |  |  |
|                               | Totale coalizione                   | 20 285    | 0,67  | –  |  |  |  |  |  |
|                               | Fare per Fermare il Declino         | 18 515    | 0,61  | –  |  |  |  |  |  |
|                               | CasaPound                           | 12 537    | 0,41  | –  |  |  |  |  |  |
|                               | Partito Comunista dei Lavoratori    | 9 723     | 0,32  | –  |  |  |  |  |  |
|                               | Fiamma Tricolore                    | 9 191     | 0,30  | –  |  |  |  |  |  |
|                               | Forza Nuova                         | 9 165     | 0,30  | –  |  |  |  |  |  |
|                               | Amnistia Giustizia Libertà          | 8 930     | 0,29  | –  |  |  |  |  |  |
|                               | Io Amo l'Italia                     | 3 806     | 0,13  | –  |  |  |  |  |  |
|                               | Movimento Eudonna                   | 2 302     | 0,08  | –  |  |  |  |  |  |
|                               | Tutti Insieme per l'Italia          | 1 759     | 0,06  | –  |  |  |  |  |  |
|                               | Partito d'Azione per lo Sviluppo    | 1 551     | 0,05  | –  |  |  |  |  |  |
|                               | Movimento Progetto Italia - MID     | 1 441     | 0,05  | –  |  |  |  |  |  |
|                               | Partito del Sud                     | 1 263     | 0,04  | –  |  |  |  |  |  |
| Totale                        | Totale                              | 3 037 684 | 100   | 28 |  |  |  |  |  |
|                               |                                     |           |       |    |  |  |  |  |  |
| Voti non validi               | Voti non validi                     | 115 778   | 3,67  |    |  |  |  |  |  |
| Votanti                       | Votanti                             | 3 153 462 | 77,93 |    |  |  |  |  |  |
| Elettori                      | Elettori                            | 4 046 761 |       |    |  |  |  |  |  |
|                               |                                     |           |       |    |  |  |  |  |  |
| Fonte: Ministero dell'interno |                                     |           |       |    |  |  |  |  |  |

#### Eletti
| Partito Democratico | Il Popolo della Libertà | Movimento 5 Stelle                                                                                         | Sinistra Ecologia Libertà                 |
| --- | --- | --- | ----------------------------------------- |
| | | |                                           |
| - Pietro Grasso - Luigi Zanda - Annamaria Parente - → Ignazio Marino - Francesco Scalia - Claudio Moscardelli - Bruno Astorre - Ugo Sposetti - Monica Cirinnà - Maria Spilabotte - Walter Tocci - Giuseppina Maturani - Raffaele Ranucci - Carlo Lucherini - Daniela Valentini | - → Silvio Berlusconi - Maurizio Gasparri - Claudio Fazzone - Mariarosaria Rossi - Andrea Augello - Francesco Giro - Francesco Aracri | - Fabiola Anitori - Giuseppe Vacciano - Paola Taverna - Marino Mastrangeli - Elena Fattori - Ivana Simeoni | - Loredana De Petris - Massimo Cervellini |

1. ↑  Opta per la circoscrizione Abruzzo
2. ↑  Opta per la circoscrizione Emilia-Romagna
3. ↑  Opta per la circoscrizione Veneto
4. ↑  Opta per la circoscrizione Piemonte
5. ↑  Opta per la circoscrizione Molise

## Dal 2017

### Collegi elettorali

#### Dal 2017 al 2020
Alla circoscrizione sono attribuiti 28 seggi: 10 sono assegnati con sistema maggioritario, in altrettanti collegi uninominali; 18 mediante sistema proporzionale, all'interno di tre collegi plurinominali.
| Collegi plurinominali | Collegi plurinominali | Collegi uninominali                                                         |
| --------------------- | --------------------- | --------------------------------------------------------------------------- |
|                       | Lazio - 01            | - 01 - Roma - Gianicolense - 02 - Roma - Tuscolano - 03 - Roma - Portuense  |
|                       | Lazio - 02            | - 04 - Roma - Quartiere Collatino - 05 - Viterbo - 06 - Guidonia Montecelio |
|                       | Lazio - 03            | - 07 - Frosinone - 08 - Roma - Fiumicino - 09 - Latina - 10 - Velletri      |

#### Dal 2020
In seguito alla riforma costituzionale del 2020 in tema di riduzione del numero dei parlamentari, alla circoscrizione sono attribuiti 18 seggi: 6 sono assegnati mediante sistema maggioritario, in altrettanti collegi uninominali; 12 mediante sistema proporzionale, all'interno di due collegi plurinominali.
| Collegi plurinominali | Collegi plurinominali | Collegi uninominali                                                               |
| --------------------- | --------------------- | --------------------------------------------------------------------------------- |
|                       | Lazio - 01            | - 02 - Roma - Municipio XIV - 03 - Roma - Municipio V - 04 - Roma - Municipio VII |
|                       | Lazio - 02            | - 01 - Viterbo - 05 - Guidonia Montecelio - 06 - Latina                           |

### XVIII legislatura

#### Risultati
|                               | Forza Italia                                | 393 140   | 13,79 | 3  | 1 020 065 | 35,77 | 6  |  |  |
|                               | Lega                                        | 390 432   | 13,69 | 3  | 1 020 065 | 35,77 | 6  |  |  |
|                               | Fratelli d'Italia                           | 215 072   | 7,54  | 1  | 1 020 065 | 35,77 | 6  |  |  |
|                               | Noi con l'Italia – UDC                      | 21 421    | 0,75  | –  | 1 020 065 | 35,77 | 6  |  |  |
|                               | Movimento 5 Stelle                          | 937 041   | 32,86 | 6  | 937 041   | 32,86 | 3  |  |  |
|                               | Partito Democratico                         | 533 174   | 18,70 | 4  | 650 604   | 22,81 | 1  |  |  |
|                               | +Europa                                     | 88 395    | 3,10  | –  | 650 604   | 22,81 | 1  |  |  |
|                               | Italia Europa Insieme                       | 16 629    | 0,58  | –  | 650 604   | 22,81 | 1  |  |  |
|                               | Civica Popolare                             | 12 406    | 0,44  | –  | 650 604   | 22,81 | 1  |  |  |
|                               | Liberi e Uguali                             | 103 292   | 3,62  | 1  | 103 292   | 3,62  | –  |  |  |
|                               | Potere al Popolo!                           | 42 736    | 1,50  | –  | 42 736    | 1,50  | –  |  |  |
|                               | CasaPound                                   | 41 642    | 1,46  | –  | 41 642    | 1,46  | –  |  |  |
|                               | Partito Comunista                           | 15 873    | 0,56  | –  | 15 873    | 0,56  | –  |  |  |
|                               | Il Popolo della Famiglia                    | 14 807    | 0,52  | –  | 14 807    | 0,52  | –  |  |  |
|                               | Italia agli Italiani (FT - FN)              | 11 965    | 0,42  | –  | 11 965    | 0,42  | –  |  |  |
|                               | Democrazia Cristiana                        | 5 532     | 0,19  | –  | 5 532     | 0,19  | –  |  |  |
|                               | Per una Sinistra Rivoluzionaria (PCL - SCR) | 3 392     | 0,12  | –  | 3 392     | 0,12  | –  |  |  |
|                               | Partito Repubblicano Italiano – ALA         | 2 414     | 0,08  | –  | 2 414     | 0,08  | –  |  |  |
|                               | Lista del Popolo per la Costituzione        | 2 391     | 0,08  | –  | 2 391     | 0,08  | –  |  |  |
| Totale                        | Totale                                      | 2 851 754 | 100   | 18 | 2 851 754 | 100   | 10 |  |  |
|                               |                                             |           |       |    |           |       |    |  |  |
| Schede bianche                | Schede bianche                              | 39 493    | 1,34  |    |           |       |    |  |  |
| Schede nulle                  | Schede nulle                                | 54 046    | 1,83  |    |           |       |    |  |  |
| Votanti                       | Votanti                                     | 2 945 293 | 72,68 |    |           |       |    |  |  |
| Elettori                      | Elettori                                    | 4 052 534 |       |    |           |       |    |  |  |
|                               |                                             |           |       |    |           |       |    |  |  |
| Fonte: Ministero dell'interno |                                             |           |       |    |           |       |    |  |  |

#### Eletti

##### Eletti maggioritario
Eletti nella coalizione di centro-destra (FI - Lega - FdI - NcI-UDC)
     Eletti nel Movimento 5 Stelle
     Eletti nella coalizione di centro-sinistra (PD - +EUR - Insieme - CP)
| Collegio uninominale   | Eletto | Eletto               | Partito |
| ---------------------- | ------ | -------------------- | ------- |
| 1. Roma-Gianicolense   |        | Emma Bonino          | +E      |
| 2. Roma-Tuscolano      |        | Paola Taverna        | M5S     |
| 3. Roma-Portuense      |        | Paola Binetti        | UdC     |
| 4. Roma-Collatino      |        | Pierpaolo Sileri     | M5S     |
| 5. Viterbo             |        | Francesco Battistoni | FI      |
| 6. Guidonia Montecelio |        | Umberto Fusco        | Lega    |
| 7. Frosinone           |        | Massimo Ruspandini   | FdI     |
| 8. Roma - Fiumicino    |        | Giulia Lupo          | M5S     |
| 9. Latina              |        | Claudio Fazzone      | FI      |
| 10. Velletri           |        | Antonio Saccone      | UdC     |

##### Eletti proporzionale
| Collegio plurinominale | M5S                                                   | Partito Democratico                      | Forza Italia           | Lega                 | Fratelli d'Italia | Liberi e Uguali      |
| ---------------------- | ----------------------------------------------------- | ---------------------------------------- | ---------------------- | -------------------- | ----------------- | -------------------- |
| Collegio plurinominale |                                                       |                                          |                        |                      |                   |                      |
| 1. Lazio - 01          | - Gianluca Perilli                                    | - Luigi Enrico Zanda - Annamaria Parente | - Francesco Maria Giro | - Anna Bonfrisco     | –                 | - Loredana De Petris |
| 2. Lazio - 02          | - Elio Lannutti - Alessandra Maiorino                 | - Bruno Astorre                          | - Maurizio Gasparri    | - Gianfranco Rufa    | - Marco Marsilio  |                      |
| 3. Lazio - 03          | - Elena Fattori - Emanuele Dessì - Marinella Pacifico | - Monica Cirinnà                         | - Mariarosaria Rossi   | - William De Vecchis | –                 | –                    |

1. ↑  In data 07.10.2019 aderisce al gruppo Italia Viva-P.S.I..
2. ↑  Dimissionaria in data 01.07.2019 (assume la carica di eurodeputata); in data 02.07.2019 le subentra Kristalia Rachele Papaevangeliu, la cui elezione viene annullata in data 31.07.2019 a seguito di un riconteggio nei voti nel collegio plurinominale Calabria - 01 che ha rimosso il seggio a Matteo Salvini, il quale però risultando eletto in più circoscrizioni subentra a Kristalia Rachele Papaevangeliu nel collegio plurinominale Lazio - 01.
3. ↑  In data 19.02.2021 aderisce al gruppo misto, non iscritti; in data 20.07.2021 alla componente «Italia dei Valori»; in data 27.01.2022 al gruppo Uniti per la Costituzione-C.A.L. (Costituzione, Ambiente, Lavoro); in data 29.01.2022 torna nel gruppo misto, componente «Italia dei Valori»; in data 27.04.2022 aderisce al gruppo Uniti per la Costituzione-CAL.
4. ↑  Dimissionario in data 19.03.2019 (assume la carica di presidente della giunta regionale abruzzese); gli subentra Nicola Calandrini in pari data.
5. ↑  In data 06.11.2019 aderisce al gruppo misto, non iscritti; in data 12.01.2021 alla componente «Liberi e Uguali»; in data 28.04.2021 torna nei non iscritti.
6. ↑  In data 25.02.2021 aderisce al gruppo misto, non iscritti; in data 11.11.2021 alla componente «PARTITO COMUNISTA»; in data 27.04.2022 al gruppo Uniti per la Costituzione-C.A.L. (Costituzione, Ambiente, Lavoro)-Alternativa-P.C.-Ancora Italia-Progetto SMART-I.d.V..
7. ↑  In data 21.10.2020 aderisce al gruppo misto, non iscritti; in data 29.03.2021 alla componente «ITALIA AL CENTRO (IDEA-CAMBIAMO!-EUROPEISTI-NOI DI CENTRO (Noi Campani))»; in data 21.06.2022 torna nei non iscritti; in data 11.07.2022 aderisce alla componente «MAIE - Coraggio Italia».
8. ↑  In data 26.01.2021 aderisce a Europeisti-MAIE-Centro Democratico; in data 30.03.2021 al gruppo misto, componente «ITALIA AL CENTRO (IDEA-CAMBIAMO!, EUROPEISTI, NOI DI CENTRO (Noi Campani))».
9. ↑  In data 17.02.2022 aderisce al gruppo misto, componente «Italexit per l'Italia-Partito Valore Umano».

### XIX legislatura

#### Risultati elettorali
- Dati relativi a 5.297 sezioni su 5.301.

|                               | Fratelli d'Italia                                       | 851 348   | 31,44 | 4  | 1 213 838 | 44,82 | 6 |  |  |
|                               | Forza Italia                                            | 186 091   | 6,87  | 1  | 1 213 838 | 44,82 | 6 |  |  |
|                               | Lega per Salvini Premier                                | 165 322   | 6,11  | 1  | 1 213 838 | 44,82 | 6 |  |  |
|                               | Noi Moderati                                            | 11 077    | 0,41  | –  | 1 213 838 | 44,82 | 6 |  |  |
|                               | Partito Democratico - Italia Democratica e Progressista | 496 103   | 18,32 | 2  | 707 379   | 26,12 | – |  |  |
|                               | Alleanza Verdi e Sinistra                               | 105 372   | 3,89  | 1  | 707 379   | 26,12 | – |  |  |
|                               | +Europa                                                 | 90 210    | 3,33  | –  | 707 379   | 26,12 | – |  |  |
|                               | Impegno Civico – Centro Democratico                     | 15 694    | 0,58  | –  | 707 379   | 26,12 | – |  |  |
|                               | Movimento 5 Stelle                                      | 400 825   | 14,80 | 2  | 400 825   | 14,80 | – |  |  |
|                               | Azione - Italia Viva                                    | 231 295   | 8,54  | 1  | 231 295   | 8,54  | – |  |  |
|                               | Italexit                                                | 42 658    | 1,58  | –  | 42 658    | 1,58  | – |  |  |
|                               | Unione Popolare                                         | 42 115    | 1,56  | –  | 42 115    | 1,56  | – |  |  |
|                               | Italia Sovrana e Popolare                               | 33 748    | 1,25  | –  | 33 748    | 1,25  | – |  |  |
|                               | Partito Comunista Italiano                              | 17 950    | 0,66  | –  | 17 950    | 0,66  | – |  |  |
|                               | Vita                                                    | 12 975    | 0,48  | –  | 12 975    | 0,48  | – |  |  |
|                               | Alternativa per l'Italia (PdF - Exit)                   | 5 171     | 0,19  | –  | 5 171     | 0,19  | – |  |  |
| Totale                        | Totale                                                  | 2 707 954 | 100   | 12 | 2 707 954 | 100   | 6 |  |  |
|                               |                                                         |           |       |    |           |       |   |  |  |
| Voti non validi               | Voti non validi                                         | 53 694    | 1,94  |    |           |       |   |  |  |
| Votanti                       | Votanti                                                 | 2 761 648 | 63,47 |    |           |       |   |  |  |
| Elettori                      | Elettori                                                | 4 351 194 |       |    |           |       |   |  |  |
|                               |                                                         |           |       |    |           |       |   |  |  |
| Data: 25 settembre 2022       |                                                         |           |       |    |           |       |   |  |  |
| Fonte: Ministero dell'interno |                                                         |           |       |    |           |       |   |  |  |

#### Eletti

##### Eletti maggioritario
Eletti nella coalizione di centro-destra (FdI - LSP - FI - NM)
| Collegio uninominale      | Eletto | Eletto            | Partito |
| ------------------------- | ------ | ----------------- | ------- |
| 01 - Viterbo              |        | Claudio Durigon   | LSP     |
| 02 - Roma - Municipio XIV |        | Lavinia Mennuni   | FdI     |
| 03 - Roma - Municipio V   |        | Giulia Bongiorno  | LSP     |
| 04 - Roma - Municipio VII |        | Ester Mieli       | FdI     |
| 05 - Guidonia Montecelio  |        | Marco Silvestroni | FdI     |
| 06 - Latina               |        | Claudio Fazzone   | FI      |

##### Eletti proporzionale
| Collegio plurinominale | Fratelli d'Italia                    | Partito Democratico-IDP | Movimento 5 Stelle    | Azione - Italia Viva | Forza Italia        | Lega per Salvini Premier | Alleanza Verdi e Sinistra |
| ---------------------- | ------------------------------------ | ----------------------- | --------------------- | -------------------- | ------------------- | ------------------------ | ------------------------- |
| Collegio plurinominale |                                      |                         |                       |                      |                     |                          |                           |
| 1. Lazio - 01          | - Andrea De Priamo - Marco Scurria   | - Cecilia D'Elia        | - Alessandra Maiorino | - Raffaella Paita    | -                   | -                        | - Giuseppe De Cristofaro  |
| 2. Lazio - 02          | - Andrea Augello - Nicola Calandrini | - Bruno Astorre         | - Stefano Patuanelli  | -                    | - Maurizio Gasparri | - Andrea Paganella       | -                         |

1. ↑  Deceduto in data 28.04.2023; in data 09.05.2023 gli subentra Cinzia Pellegrino.
2. ↑  Deceduto in data 03.03.2023; in data 21.03.2023 gli subentra Filippo Sensi.